# Conognatha chiliensis
Conognatha chiliensis es una especie de escarabajo del género Conognatha, familia Buprestidae. Fue descrita científicamente por Guérin-Méneville en 1830.